# The Order: 1886
The Order: 1886 es un videojuego de disparos en tercera persona para un solo jugador desarrollado por Ready at Dawn y SCE Santa Monica Studio, y publicado por Sony Computer Entertainment, que fue anunciado en el evento E3 2013 y fue lanzado exclusivamente para la PlayStation 4 el 20 de febrero de 2015.
Tras su lanzamiento, The Order: 1886 recibió críticas mixtas, con las alabanzas dirigidas especialmente a valorar la producción del juego, los gráficos y los logros técnicos, mientras recibió críticas referidas al tiempo de juego, la historia, la jugabilidad, la rejugabilidad, la excesiva utilización de secuencias cinemáticas y el quick time event, la poca creatividad y la participación del jugador en el videojuego.

## Trama
The Order: 1886 se encuentra en una historia alternativa de Londres, donde una vieja orden de caballeros intenta mantener a todo el mundo a salvo de una raza de monstruos, que son una combinación de los animales y el hombre. En la historia, alrededor de los siglos XII o XIII, un pequeño número de humanos asumió rasgos bestiales. La mayoría de los humanos temían a estos mestizos y estalló la guerra. A pesar de que los seres humanos superaban en número a los mestizos, la fuerza de los monstruos les dio la ventaja en siglos de conflicto.
Siglos antes, la humanidad encuentra una nueva esperanza en el Rey Arturo y los Caballeros de la Mesa Redonda. El rey Arturo y sus caballeros de ideas afines tomaron la rienda de la lucha a los mestizos, pero Arturo pronto se dio cuenta de que es una batalla perdida. A través de un giro misterioso del destino, los Caballeros descubren el Blackwater, un líquido místico que extiende significativamente su vida y les da habilidades curativas. A pesar de esta nueva ventaja, los mestizos continúan ganando batalla tras batalla, hasta que la Revolución Industrial cambia el rumbo. Los ingenieros están muy por delante de su tiempo, inventando tecnologías como la termografía, zepelines, y las comunicaciones inalámbricas. También se inventan nuevas armas, como una que dispara electricidad, encienden nubes de metal fundido en la parte superior de los enemigos, y cumplen una doble función como granadas de fragmentación y las minas de proximidad.

## Desarrollo
En un post en el blog de PlayStation, el CEO de Ready at Dawn y director creativo Ru Weerasuriya reveló que The Order: 1886 ha estado en desarrollo desde 2010. El juego fue anunciado en el E3 2013 como una nueva propiedad intelectual para la PlayStation 4. También el 29 de agosto de 2013, Ru Weerasuriya reveló que la decisión de seguir adelante con The Order: 1886 fue influenciada por Uncharted 2: Among Thieves. El 6 de febrero de 2014, se anunció que el juego será sólo para un jugador y que el juego correrá a 30 FPS.
El 17 de enero de 2015, Ready at Dawn confirmó que el juego había sido declarado en su última fase, lo que indica que se estaba preparando para la producción y lanzamiento. The Order: 1886 fue puesto a la venta el 20 de febrero de 2015.

## Recepción
Tras su lanzamiento, The Order: 1886 recibió críticas mixtas de los críticos, con las alabanzas dirigidas especialmente a valorar la producción del juego, los gráficos y los logros técnicos, mientras recibió críticas referidas al tiempo de juego, la historia, la jugabilidad, el valor de reproducción, la poca creatividad y la participación del jugador en el videojuego. Recibió una puntuación acumulada de 64,40% en GameRankings basado en 56 comentarios y 65/100 en Metacritic basado en 81 opiniones.
Daniel Bloodworth de GameTrailers elogió sus gráficos impecables, las texturas, la iluminación y la animación facial, como él declaró que «la apariencia de la Orden es lo suficientemente potente como para valer un videojuego por sí misma.» También elogió el diseño detallado de los personajes, los ambientes y las ubicaciones.
Play le dio al videojuego un 8,1/10, alabando su actuación satisfactoria, el alto valor de producción, la decente voz de acción y el diálogo, la recreación detallada del siglo XIX en Londres y el realista juego de armas basado encubrimiento. También elogió a la sorprendente cantidad de recursos que usa, tales como los tiroteos con sistema de cobertura, el sigilo y la resolución de enigmas. Sin embargo, criticó a las armas, que afirmó «que van desde el límite de lo inútil hasta el ridículo dominio», resumió la crítica diciendo que «si bien es una breve aventura cinematográfica y explosiva podría no ser lo que quieren algunos jugadores modernos, es claramente la mejor manera de mostrar el verdadero poder de una nueva consola justo después de su primer cumpleaños.»
Matt Miller de Game Informer elogió su presentación fílmica, la música atmosférica orquestal, las gratificantes pero demasiadas, cinemáticas de las escenas de acción, la gran variedad de armas, el control suave, los fuertes tiroteos, los complicados personajes, el entorno auténtico y la ubicación memorable. Sin embargo, criticó la baja rejugabilidad, la historia, por haber dejado demasiados conflictos no resueltos y muchas preguntas sin contestar, así como el combate y la jugabilidad que afirmó que «se siente como jugar a través de un largo modelo de mecánicas ya conocidas de disparos en tercera personas.» Resumió la crítica diciendo que «1886 va en contra de la marea actual de un mundo abierto y errante  y las secuencias emergentes, y la idea central es que los jugadores pueden disfrutar de una aventura cinematográfica sencilla y relativamente breve.»
Brandin Tyrrel de IGN dio al juego un 6,5/10, mientras que elogiaba su universo y su atmósfera atractivos y su creativo armamento, criticó el ritmo del juego, la falta del sentido de la interactividad con el mundo entregado, la decepcionante técnica de disparar y cubrise, la falta del juego táctico, la mala relación de aspectos, los eventos de tiempo rápido y poca profundidad, las excesivas misiones lineales, que afirmó «han despojado a los jugadores lejos de la libertad.» También criticó la falta de contenido, cuándo declaró: «No hay razón para volver a jugar la corta y atrofiada campaña para un jugador una vez que se haya completado, simplemente no hay mucho más para ver.»
Chris Carter de Destructoid criticó su manejo de armas, que calificó de «bien construido pero estándar», la falta de juego, que declaró «donde The Order deja de ser grande es cuando utiliza los ángulos de la cámara autocomplacientes y la necesidad de centrarse tanto en convertir el videojuego en un simulador de caminar.» También criticó el modo de juego lineal, la predecible narrativa, los olvidables y clásicos personajes, la decepcionante lucha con el jefe final, la corta longitud del videojuego, así como la falta de valor de rejugabilidad y cualquier tipo de multijugador. Resumió la crítica diciendo que «espero sinceramente que esto no sea lo último que hemos visto de este universo, pero por ahora, sólo vale la pena visitarlo una vez, brevemente.»
David Houghton de GamesRadar criticó la escasa variedad de tipos de enemigos, la visión estrecha del diseño ambiental, el mundo restrictivo, el combate básico, las secuencias cinemáticas innecesarias, la historia y los personajes sin complicaciones, y el uso excesivo de quick time events (QTE), que describió como «la enloquecedora e ilógica necesidad patológica de convertir todo en un QTE mata cualquier emoción o sensación de control.» También criticó el videojuego por la falta de participación de jugador y la constante toma de control a distancia de los jugadores. También declaró que «Es [The Order] aparentemente la grave falta de comprensión de cualquier clase de videojuegos del 2015.» Resumió el juego diciendo que «los arcaicos enfoques de The Order, con un individual enfoque para la interacción y la narrativa, sin embargo, hacen que sea una experiencia anticuada y olvidable al instante.»
Kevin VanOrd de GameSpot criticó la narración de las historias, la jugabilidad y la falta de misiones con armas y hombres lobos que habían sido reemplazadas por largos períodos de inactividad con observación de objetos y caminando lentamente. VanOrd, sin embargo, alabó los elegantes efectos visuales, las divertidas armas utilizadas cuando se da la oportunidad, y la excelente actuación de voz que era «mucho mejor que lo que el material merecía.»
Peter Paras de Game Revolution fue crítico con el juego, citando su pobre IA, su historia poco interesante, la falta de desarrollo de los personajes, un juego que no entretiene, y la duración del juego, el que señala «abusa de su acogida incluso en menos de 7 horas.» Comparó el videojuego con Ryse: Son of Rome y Heavenly Sword, que calificó de «un videojuego aburrido de acción y aventura que acompaña al primer año de lanzamiento de una consola.»
David Jenkins de Metro dio al juego un 4/10, llamándolo un clon de Gears of War, alegando que era un videojuego sin inspiración, con una narración aburrida, con acciones sin vida y repetitivas y personajes insulsos. Afirmó que «quizás sus programadores deberían haber utilizado sus talentos en alguna empresa de efectos visuales, ya que claramente no tienen ningún conocimiento del entretenimiento interactivo.»
La versión comercial de The Orden: 1886 debutó en el primer puesto en la lista de ventas de software minorista del Reino Unido, por lo que es el primer juego desarrollado por el equipo de desarrollo interno de Sony en tomar el primer lugar de esa la tabla desde agosto de 2014.